# Symphurus septemstriatus
Symphurus septemstriatus es una especie de pez de la familia Cynoglossidae en el orden de los Pleuronectiformes.

## Distribución geográfica
Se encuentran en Sri Lanka y Filipinas.